# Paraphysa parvula
Paraphysa parvula là một loài nhện trong họ Theraphosidae.
Loài này thuộc chi Paraphysa. Paraphysa parvula được Mary Agard Pocock miêu tả năm 1903.